# Tournefortia johnstonii
Tournefortia johnstonii är en strävbladig växtart som beskrevs av Standley. Tournefortia johnstonii ingår i släktet Tournefortia och familjen strävbladiga växter. Inga underarter finns listade i Catalogue of Life.